# Monasterio de Santa María de l'Om
El monasterio de Santa María de l'Om, está situado en el núcleo de Vilarnadal, perteneciente al municipio español de Masarach, de la comarca catalana del Alto Ampurdán.
Antiguo priorato agustiniano fundado en 1139, dependiente del monasterio de Santa María de Vilabertrán según una bula de confirmación del papa Alejandro III. En 1314 solo residían en el monasterio cuatro clérigos y su prior Jaume de Llers. La comunidad fue suprimida por el papa Clemente VIII en 1592.
Está constituido por dos naves con dos ábsides semicirculares. 
La puerta de entrada está formada por seis arquivoltas en degradación, dos de ellas con relieves, una de cordón trenzado y la otra con bolas y semiesferas, se conserva una columna con capitel tallado.
El campanario es de espadaña con dos arcos.